# 圣日耳曼拉尚博特
圣日耳曼拉尚博特（法語：Saint-Germain-la-Chambotte，法語發音：[sɛ̃ ʒɛʁmɛ̃ la ʃɑ̃bɔt]）是法国萨瓦省的一个旧市镇，属于尚贝里区。2016年，圣日耳曼拉尚博特与临近的5个市镇合并为新市镇昂特勒拉克。

## 地理
圣日耳曼拉尚博特（45°46'41"N, 5°53'30"E）面积9.64 平方千米，位于法国奥弗涅-罗讷-阿尔卑斯大区萨瓦省，该省份为法国东部省份，历史上为薩伏依的一部分，北起上萨瓦省，西接伊泽尔省和安省，南部和东部与上阿尔卑斯省和意大利接壤。
与圣日耳曼拉尚博特接壤的市镇（或旧市镇、城区）包括：拉比奥勒、布里松-圣伊诺桑、塞桑、尚德里约、阿尔邦斯。

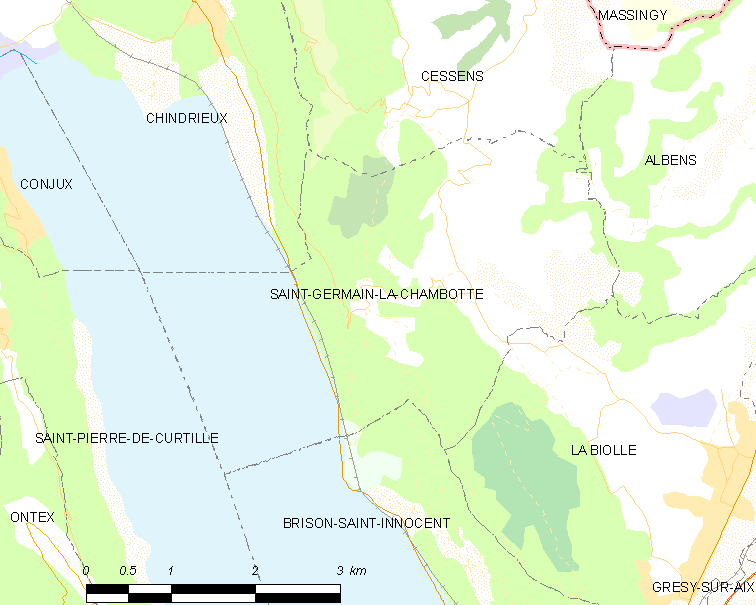
圣日耳曼拉尚博特的OSM定位图

圣日耳曼拉尚博特的时区为UTC+01:00、UTC+02:00（夏令时）。

## 行政
圣日耳曼拉尚博特的邮政编码为73410，INSEE市镇编码为73238。

## 政治
圣日耳曼拉尚博特所属的省级选区为艾克斯莱班第一县。

## 人口

1962-2008年间圣日耳曼拉尚博特人口变化图示

圣日耳曼拉尚博特于2018年1月1日时的人口数量为505人。